# Coupe d'Europe des vainqueurs de coupe masculine de handball 2007-2008
Navigation
Coupe des Coupes 2006-2007 Coupe des coupes 2008-2009
La Coupe d'Europe des vainqueurs de coupe masculine de handball 2007-2008 est la 33e édition de la compétition.
Organisée par la Fédération européenne de handball (EHF), la compétition est ouverte à 41 clubs de handball d'associations membres de l'EHF. Ces clubs sont qualifiés en fonction de leurs résultats dans leur pays d'origine lors de la saison 2006-2007.
Elle est remportée par le club hongrois du Veszprém KSE, vainqueur en finale du club allemand du Rhein-Neckar Löwen.

## Résultats

### Premier tour
| Équipe 1          | Score   | Équipe 2               | Aller | Retour |
| ----------------- | ------- | ---------------------- | ----- | ------ |
| Wisła Płock       | 72 – 46 | DIN HK Bakou           | 39-22 | 33-24  |
| Lūšis Kaunas      | 75 – 58 | HC Olimpus-85 Chișinău | 35-25 | 40-33  |
| HC Berchem        | 50 – 56 | RK Berane              | 27-28 | 23-28  |
| Handbols Dobele   | 53 – 66 | UMF Stjarnan           | 26-36 | 27-30  |
| SKA Minsk         | 69 – 63 | HC Gumárny Zubří       | 38-30 | 31-33  |
| Eurotech Bevo HC  | 72 – 43 | KH Kastrioti-Ferizaj   | 37-19 | 35-24  |
| Collège de Chypre | 60 – 54 | Riihimäen Cocks        | 31-24 | 29-30  |

Remarque : le représentant de la Belgique, l'Initia HC Hasselt en tant que Vice-champion, a probablement déclaré forfait.

### Deuxième tour
| Équipe 1                | Score   | Équipe 2               | Aller | Retour |
| ----------------------- | ------- | ---------------------- | ----- | ------ |
| Wisła Płock             | 56 – 59 | Steaua Bucarest        | 29-28 | 27-31  |
| Sandefjord TIF          | 67 – 58 | Lūšis Kaunas           | 38-28 | 29-30  |
| KIF Kolding             | 84 – 51 | RK Berane              | 37-23 | 47-28  |
| UMF Stjarnan            | 47 – 47 | HC Boudivelnyk Brovary | 25-26 | 22-21  |
| Maliye Milli Piyango SK | 73 – 45 | RK Pelister Bitola     | 37-23 | 36-22  |
| RK Trimo Trebnje        | 54 – 55 | PLER KC Budapest       | 28-28 | 26-27  |
| TV Suhr                 | 60 – 71 | UHC Tulln              | 30-33 | 30-38  |
| HRK Karlovac            | 50 – 54 | SKA Minsk              | 32-28 | 18-26  |
| FC Porto                | 74 – 50 | Eurotech Bevo HC       | 39-21 | 35-29  |
| AS Fílippos Véria       | 42 – 59 | Paris Handball         | 21-28 | 21-31  |
| RK Borac Banja Luka     | 55 – 58 | Bologna United         | 23-29 | 32-29  |
| Sungul Tcheliabinsk     | 67 – 57 | Collège de Chypre      | 44-27 | 23-30  |
| RK Partizan Belgrade    | 76 – 58 | HC Tallas              | 39-29 | 37-29  |

### Seizièmes de finale
| Équipe 1                | Score   | Équipe 2               | Aller | Retour |
| ----------------------- | ------- | ---------------------- | ----- | ------ |
| Sandefjord TIF          | 52 – 58 | Steaua Bucarest        | 27-28 | 25-30  |
| KIF Kolding             | 57 – 47 | HC Boudivelnyk Brovary | 35-24 | 22-23  |
| Maliye Milli Piyango SK | 56 – 50 | PLER KC Budapest       | 25-24 | 31-26  |
| UHC Tulln               | 58 – 52 | SKA Minsk              | 32-23 | 26-29  |
| FC Porto                | 50 – 49 | Paris Handball         | 30-23 | 20-26  |
| BM Valladolid           | 78 – 58 | Bologna United         | 38-31 | 40-27  |
| SC Magdebourg           | 77 – 67 | Sungul Tcheliabinsk    | 41-27 | 36-40  |
| Rhein-Neckar Löwen      | 78 – 44 | RK Partizan Belgrade   | 46-19 | 32-25  |

### Huitièmes de finale
Les équipes classées à la 3e place de chacun des 8 groupes de la Ligue des champions sont reversés en huitièmes de finale : Zarja Kaspija Astrakhan, Hammarby IF, Kadetten Schaffhouse, HT Tatran Prešov, ZTR Zaporijia, Veszprém KSE, Drammen HK et RK Bosna Sarajevo.
| Équipe 1             | Score   | Équipe 2                | Aller | Retour |
| -------------------- | ------- | ----------------------- | ----- | ------ |
| Veszprém KSE         | 65 – 49 | Steaua Bucarest         | 31-23 | 34-26  |
| RK Bosna Sarajevo    | 53 – 62 | KIF Kolding             | 27-25 | 26-37  |
| Kadetten Schaffhouse | 59 – 49 | Maliye Milli Piyango SK | 31-21 | 28-28  |
| ZTR Zaporijia        | 58 – 39 | UHC Tulln               | 31-15 | 27-24  |
| FC Porto             | 55 – 61 | Zarja Kaspija Astrakhan | 27-30 | 28-31  |
| HT Tatran Prešov     | 58 – 71 | BM Valladolid           | 29-33 | 29-38  |
| SC Magdebourg        | 58 – 47 | Drammen HK              | 31-25 | 27-22  |
| Rhein-Neckar Löwen   | 67 – 57 | Hammarby IF             | 36-26 | 31-31  |

### Quarts de finale
| Équipe 1                | Score   | Équipe 2             | Aller | Retour |
| ----------------------- | ------- | -------------------- | ----- | ------ |
| KIF Kolding             | 56 – 62 | Veszprém KSE         | 29-31 | 27-31  |
| ZTR Zaporijia           | 47 – 50 | Kadetten Schaffhouse | 23-21 | 24-29  |
| Zarja Kaspija Astrakhan | 50 – 75 | BM Valladolid        | 25-36 | 25-39  |
| Rhein-Neckar Löwen      | 59 – 55 | SC Magdebourg        | 28-26 | 31-29  |

### Demi-finales
| Équipe 1             | Score   | Équipe 2      | Aller | Retour |
| -------------------- | ------- | ------------- | ----- | ------ |
| Kadetten Schaffhouse | 52 – 58 | Veszprém KSE  | 28-28 | 24-30  |
| Rhein-Neckar Löwen   | 61 – 58 | BM Valladolid | 27-27 | 34-31  |

### Finale
| Équipe 1     | Score   | Équipe 2           | Aller | Retour |
| ------------ | ------- | ------------------ | ----- | ------ |
| Veszprém KSE | 65 – 60 | Rhein-Neckar Löwen | 37-32 | 28-28  |

Finale aller
| 3 mai 2008 16h00 | Veszprém KSE    | 37 – 32   | Rhein-Neckar Löwen      | Sportcenter Veszprém de Veszprém Affluence : 2 000 Arbitrage : Rickard Canbro & Mikael Claesson |
| 3 mai 2008 16h00 | Marko Vujin (9) | (20 – 20) | Gensheimer, Jurasik (6) | Sportcenter Veszprém de Veszprém Affluence : 2 000 Arbitrage : Rickard Canbro & Mikael Claesson |
| 3 mai 2008 16h00 | ×3 ×4           | Rapport   | ×3                      | Sportcenter Veszprém de Veszprém Affluence : 2 000 Arbitrage : Rickard Canbro & Mikael Claesson |

- Veszprém KSE : Tatai, Perić - Vujin (9), Pérez  (7), Iváncsik  (6), Iváncsik (4), Ilyés  (3), Šešum (3), Cozma (2), Eklemović (2), Putics (1), Gál (en), Lapcević , Louchnikov
- Rhein-Neckar Löwen : Szmal, Fritz – Gensheimer (6), Jurasik (6), Chelmenko  (5), Bielecki  (4), Tkaczyk   (4), Schwarzer (3), Buday  (2), Harbok (2), Groetzki, Roggisch , Szlezak

Finale retour
| 10 mai 2008 16h00 | Rhein-Neckar Löwen | 28 – 28   | Veszprém KSE     | SAP-Arena de Mannheim Affluence : 13 500 Arbitrage : Martin Gjeding & Mads Hansen |
| 10 mai 2008 16h00 | Uwe Gensheimer (7) | (14 – 14) | Ferenc Ilyés (6) | SAP-Arena de Mannheim Affluence : 13 500 Arbitrage : Martin Gjeding & Mads Hansen |
| 10 mai 2008 16h00 | ×2 ×3              | Rapport   | ×3               | SAP-Arena de Mannheim Affluence : 13 500 Arbitrage : Martin Gjeding & Mads Hansen |

- Rhein-Neckar Löwen : Szmal, Fritz – Gensheimer (7), Jurasik  (5), Schwarzer (5), Tkaczyk  (5), Chelmenko  (4), Harbok (2), Bielecki , Buday, Groetzki, Roggisch , Szlezak
- Veszprém KSE : Tatai, Perić - Ilyés (6), Iváncsik (5), Vujin (4), Iváncsik (3), Putics (3), Cozma   (2), Eklemović  (2), Pérez  (2), Louchnikov (1), Gál (en), Lapcević  , Šešum

## Meilleurs buteurs
Les meilleurs buteurs sont :
| Rang | Joueur               | Club               | Buts |
| ---- | -------------------- | ------------------ | ---- |
| 1    | Mariusz Jurasik      | Rhein-Neckar Löwen | 61   |
| 2    | Alen Muratović       | BM Valladolid      | 54   |
| 3    | Uwe Gensheimer       | Rhein-Neckar Löwen | 52   |
| 4    | Barys Pukhouski      | SKA Minsk          | 50   |
| 5    | Žikica Milosavljević | BM Valladolid      | 48   |